# یوانا فلورا
یوانا فلورا (رومانیایی: Ioana Flora؛ زادهٔ ۲۲ مارس ۱۹۷۵) بازیگر اهل رومانی است.
از فیلم‌هایی که وی در آن‌ها نقش داشته‌است، می‌توان به به‌دام‌افتاده و آنا، عشق من اشاره نمود.